# Jevišovice (starý zámek)
Starý zámek Jevišovice je zpřístupněný zámek v Jevišovicích v okrese Znojmo, ve správě Moravského zemského muzea v Brně. Zámek v působivé poloze na ostrožně meandru řeky Jevišovky nese znaky původního kunštátského hradu. Jeho podstatné úpravy skončily v 17. století za Jana Ludvíka Raduita de Souches. Expozice v zámku jsou převážně muzejního charakteru, nejcennější prostorou s původním mobiliářem je zámecká kaple svatého Ludvíka. Ve městě se nachází ještě Nový zámek, v němž je dnes umístěn Domov pro seniory. Starý a Nový zámek byly součástí jednoho panství a měly vždy stejné majitele.

## Historie
Původně hrad, postavený pány z Kunštátu v první třetině 15. století poté, co byl jejich původní hrad na protější straně údolí Jevišovky rozbořen. V 16. a 17. století získal současnou podobu, která představuje gotické jádro s renesanční a raně barokní přestavbou. Objekt stojí na skále v meandru řeky Jevišovky a je přístupný pouze po cestě ze směru od městečka. při pohledu od severu a severozápadu vytváří výraznou krajinnou dominantu. Po Kunštátech v letech 1600–1647 zámek vlastnila knížata Minsterbersko-olešnická, po nich tři roky císař Ferdinand III., v letech 1649–1736 hrabata de Souches, v letech 1736–1879 s nimi spřízněný rod Ugarte, v letech 1898–1916 svobodní páni Biedermannové, 1916–1939 Ofenheimové a v letech 1939–1945 hrabě Eduard Larisch-Mönnich. V roce 1945 byl na základě Benešových dekretů velkostatek zkonfiskován. Od roku 1973 objekt spravuje Moravské zemské muzeum, které zde má expozici a depozitáře. Nejslavnějšími majiteli zámku byli Jan Ludvík Raduit de Souches, obránce Brna proti Švédům v roce 1645 a obránce monarchie proti Turkům, a jeho syn Karel Ludvík Raduit de Souches, který padl v roce 1691 v bitvě proti Turkům v srbském Slankamenu v rámci osmansko - habsburských válek.

## Architektura
Zámek má uzavřenou čtyřkřídlou dispozici s hranolovou věží v jižním průčelí a jednolodní zámeckou kaplí sv. Ludvíka na straně severní. Fasády vykazují renesanční a raně barokní styl. Fasáda obrácená směrem do městečka nese kvádrová sgrafita, jedno z oken je osazeno původní renesanční mříží. Přes příkop se klene původní hradní most. Směrem k městečku se dochovalo uzavřené předzámčí s nádvořím. Je tvořeno převážně renesančními a raně barokními domy s renesančními fasádami a raně barokními ostěními. Nejhezčí pohledy na Starý zámek jsou ze směru od Střelic a z lokality tzv. Starého hradu, který byl eneolitickým sídlištěm a stál zde první hrad Kunštátů. Zámek měl až do 19. století tři věže, dvě malé: na kapli a na bráně předzámčí byly sneseny, zachovala se jen hlavní hranolová věž s letopočtem 1564, která spolu s věží velkého farního kostela sv. Josefa vytváří dominanty panoramatu městečka. Rozsáhlé stavební opravy zámku proběhly po roce 1945 stavitelem Janem Tomkem, dále v 60. letech 20. století a naposledy v letech 1995–2011 podle projektu ing. Miroslava Fuchse, tehdy ve většině částí pořízeny nové střechy (z nejstarších se zachovaly krovy a krytina na zámecké kapli), mimo jiné též zakryta dosavadní vyhlídková terasa mohutnou mansardovou střechou, která nahradila nízkou šindelovou střechu, zničenou požárem v roce 1905.

## Prohlídky a expozice

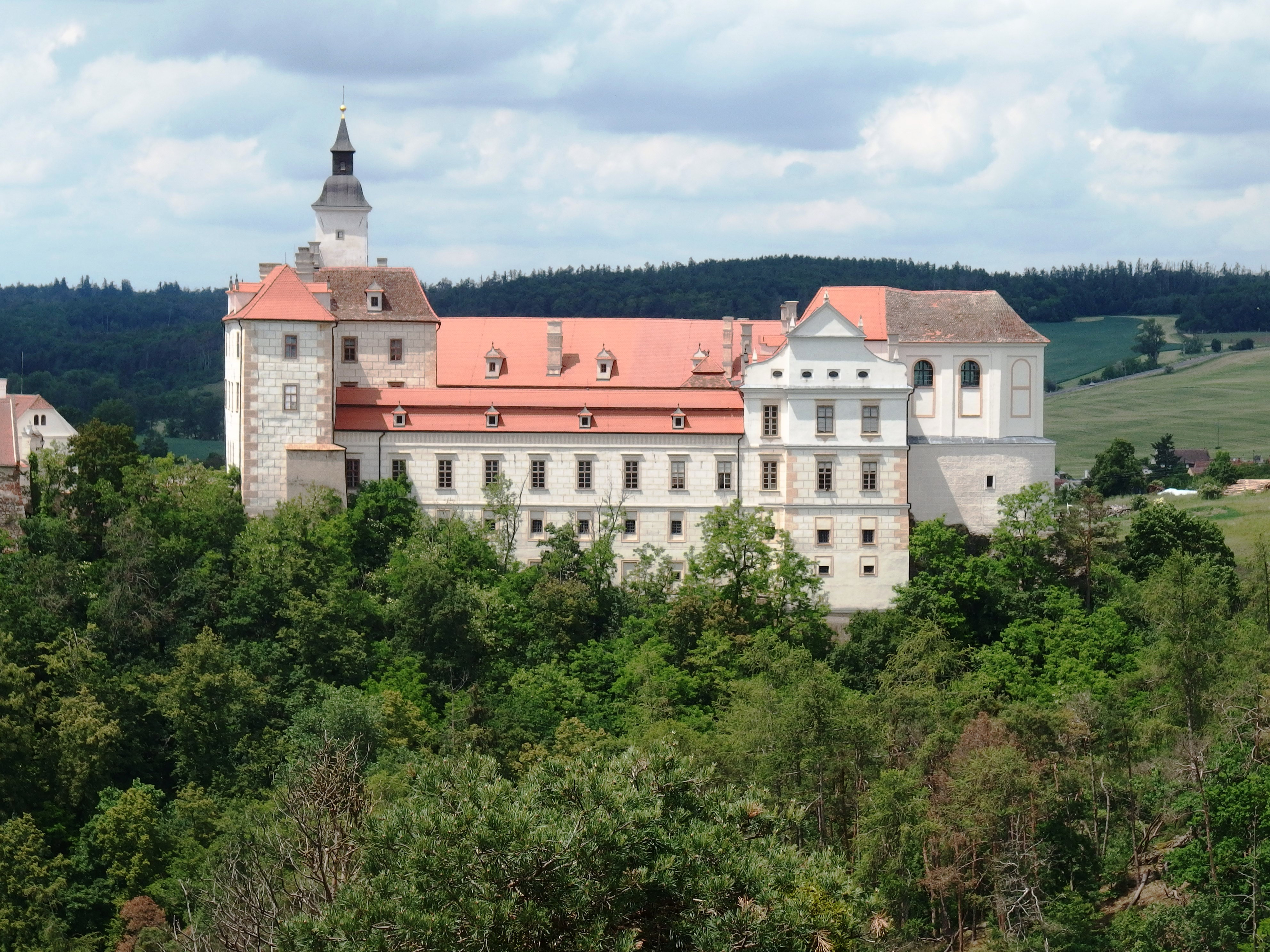
Pohled od jihovýchodu

Mobiliář z Jevišovic se dochoval poměrně ve značném množství, v současnosti je však rozmístěn nebo deponován na jiných památkových objektech, zejména v Jaroměřicích nad Rokytnou a v Náměšti nad Oslavou. K nejcennějším jevišovickým movitým památkám patří např. gobelín ze 17. století představující biblickou scénu "David a Abigail", který je dnes na zámku v Náměšti nad Oslavou.
Instalace v interiérech jevišovického zámku jsou pojaty převážně jako muzejní expozice a jen částečně jako ukázka šlechtického sídla. Vlastním zámkem vede prohlídková trasa, jejíž součástí je zámecká kaple sv. Ludvíka Krále (jediná větší svatyně tohoto světce v České republice) s původním mobiliářem a ikonograficky unikátním manýristickým obrazem Obřezání Páně. V roce 2019 byl určen vídeňský malíř Tobiáš Pock jako autor hlavního oltářního obrazu sv. Ludvíka z roku 1664. Kaple slouží především ke konání svatebních obřadů, koncertů a přednášek.
Na trase dále novodobé obrazy Hynka Suchého Čerta a jevišovických husitů, krytá terasa ( z roku 2006) s vyhlídkou do údolí Jevišovky a na Starý hrad, archeologická sbírka Františka Vildomce, část původního mobiliáře z Nového zámku v Jevišovicích, ukázky kuchyňského nábytku z 20. století, pozorovatelna netopýrů, vyhlídka z malé terasy na nádvoří, romantický obraz Jana Ludvíka Raduita de Souches se soškou Panny Marie Mašůvecké, která se nyní nachází v nedalekém poutním místě Hluboké Mašůvky aj.
V původním středověkém sklepě je instalována výstava kopií jeskynních a skalních maleb z celého světa (Altamira, Le Portel, Fezzan, Tasili aj.), v části jižního křídla je expozice hradní kuchyně a výstava "Sousedé na talíři". Ve velkém sále, vzniklém druhotně po roce 1945, je sbírka cca 50 klávesových hudebních nástrojů od varhan, přes klavíry, cembala a harmonia až po nástroje 20. století. V sále se zachovaly fragmenty barokní výmalby. Dne 25. května 2020 byla v sále odhalena vzácná barokní tapiserie s námětem Hostina bohů na Olympu.
V předzámčí, které je ve správě města Jevišovice, je přístupna vlastivědná expozice s ukázkami živé i neživé přírody, archeologickými nálezy, řemesly a novodobou historií Jevišovic a okolí.
Vlastní Starý zámek spravuje Moravské zemské muzeum v Brně, předzámčí město Jevišovice. Starý zámek je přístupný od května do září. Volně přístupný je parkán s ovcemi. Poblíž parkoviště v předzámčí je volně přístupná zámecká zahrada. Z této původní raně barokní zahrady se zachoval jen půdorys, úsilí o parkové úpravy bylo přeneseno v 17. století k Novému zámku.

## Zajímavosti
V roce 1997 zde režisér Jiří Chlumský točil film Stůj, nebo se netrefím!, v němž hraje řada herců jako např. Jiří Bartoška, Ivana Chýlková nebo Pavel Landovský.

## Galerie

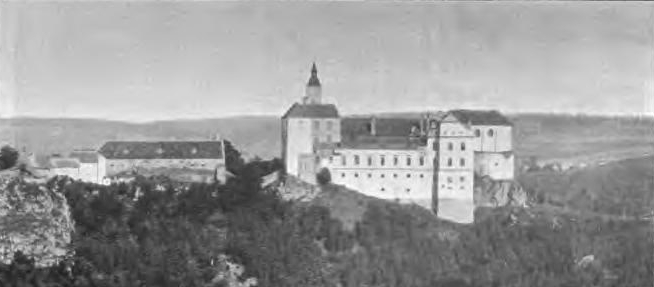
Starý zámek s předzámčím od jihovýchodu, koncem 19. století
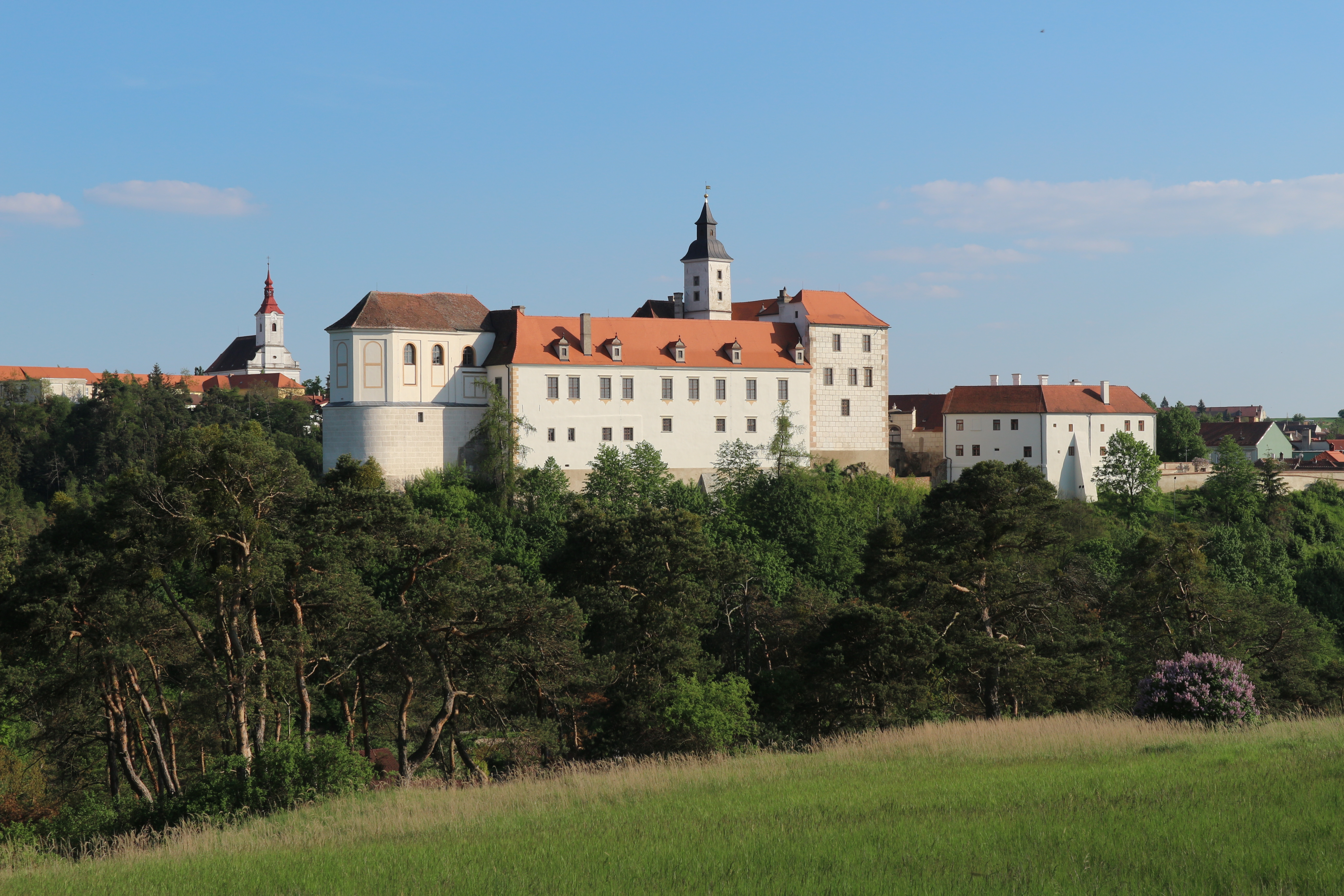
Starý zámek od severozápadu, v pozadí farní kostel svatého Josefa
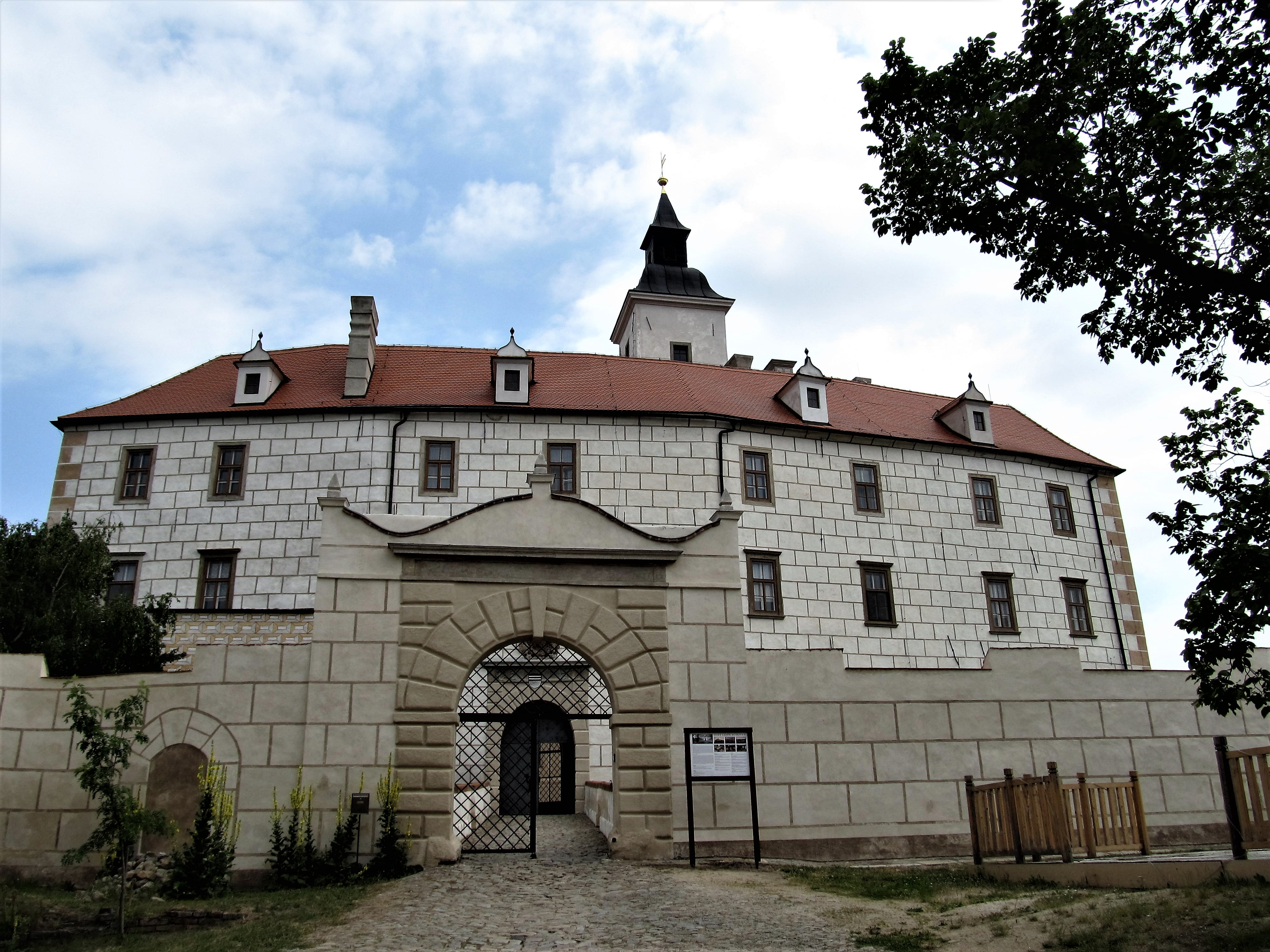
Starý zámek z nádvoří v předzámčí
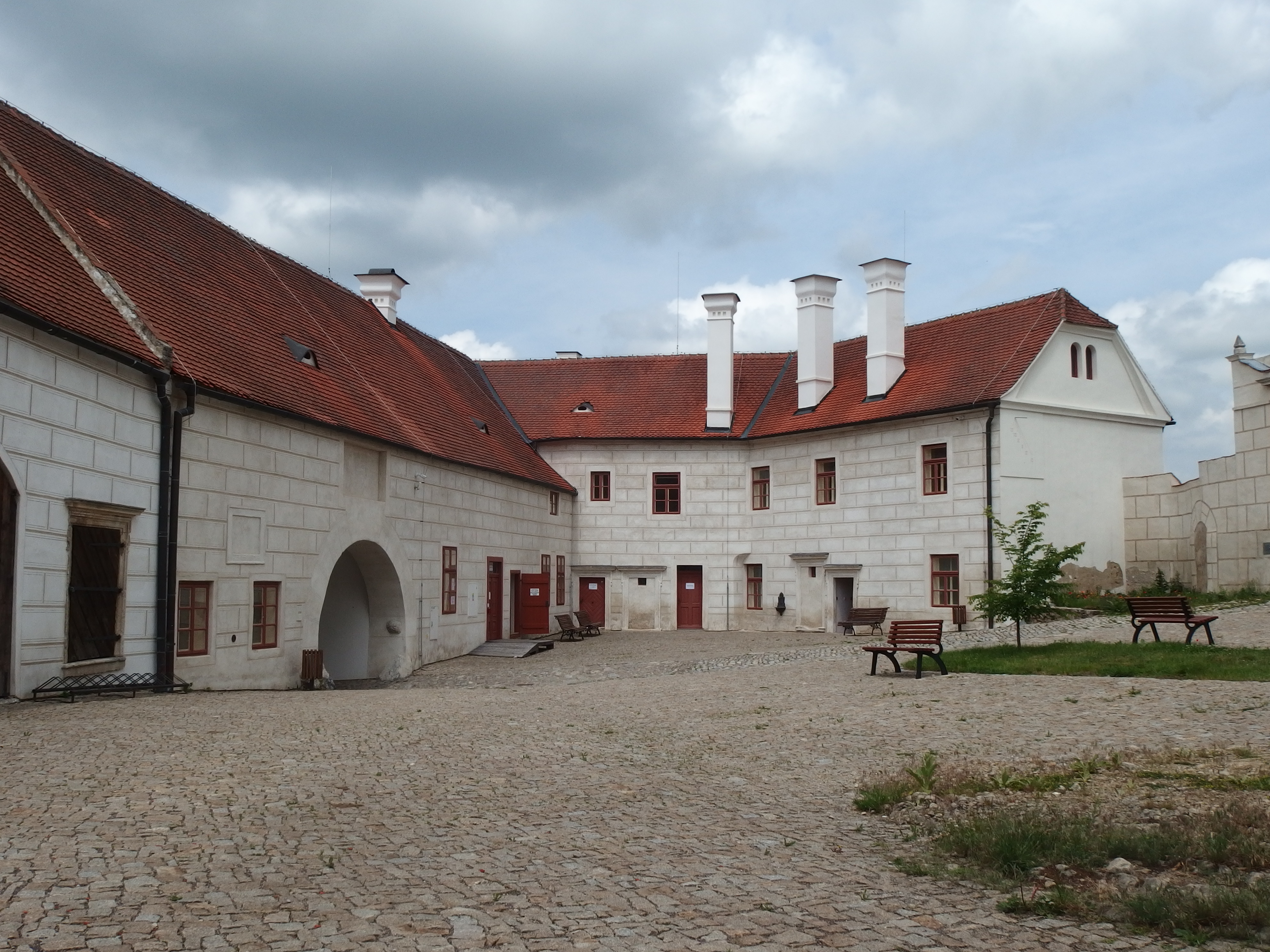
Předzámčí
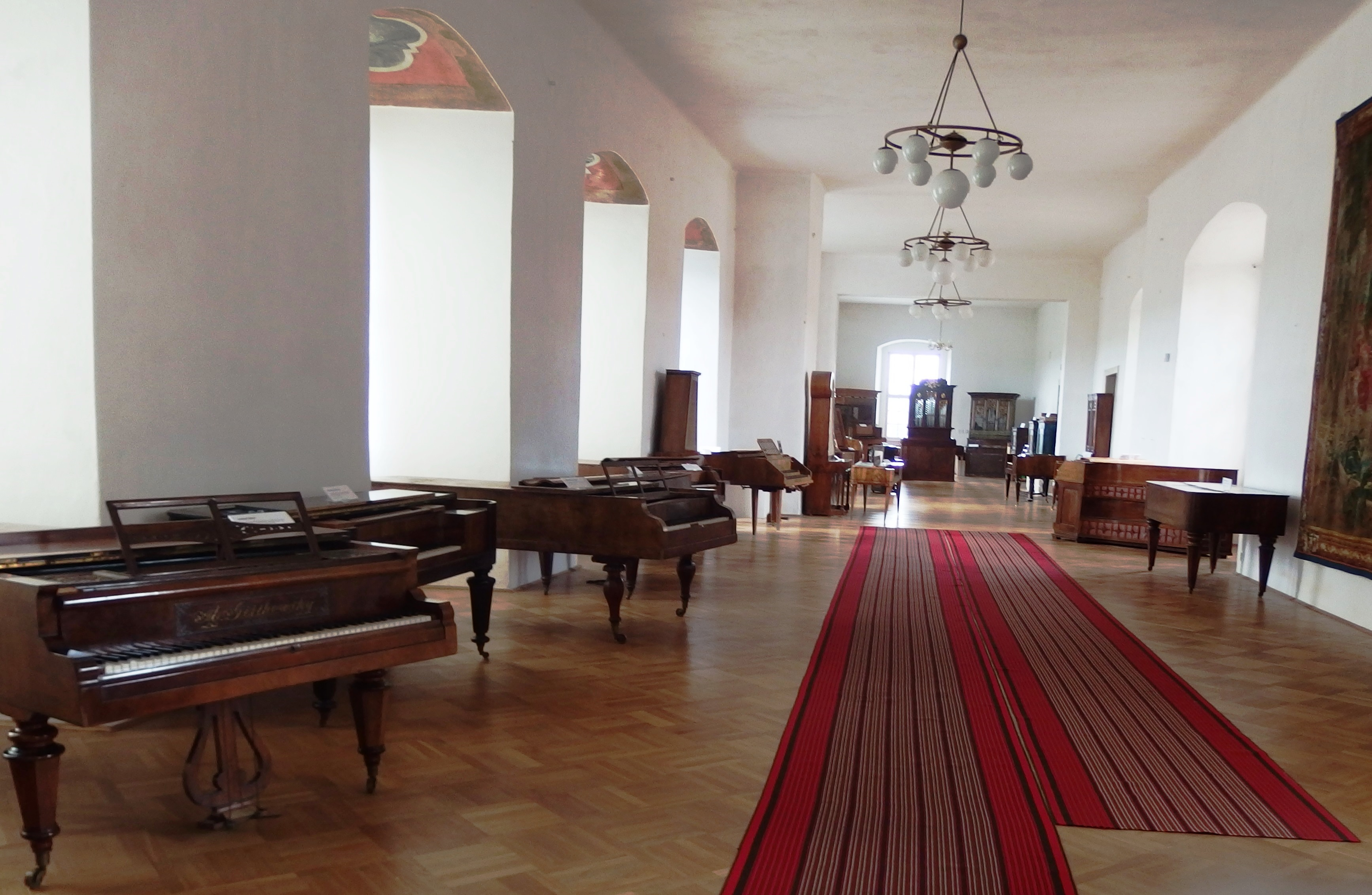
Expozice Moravského zemského muzea
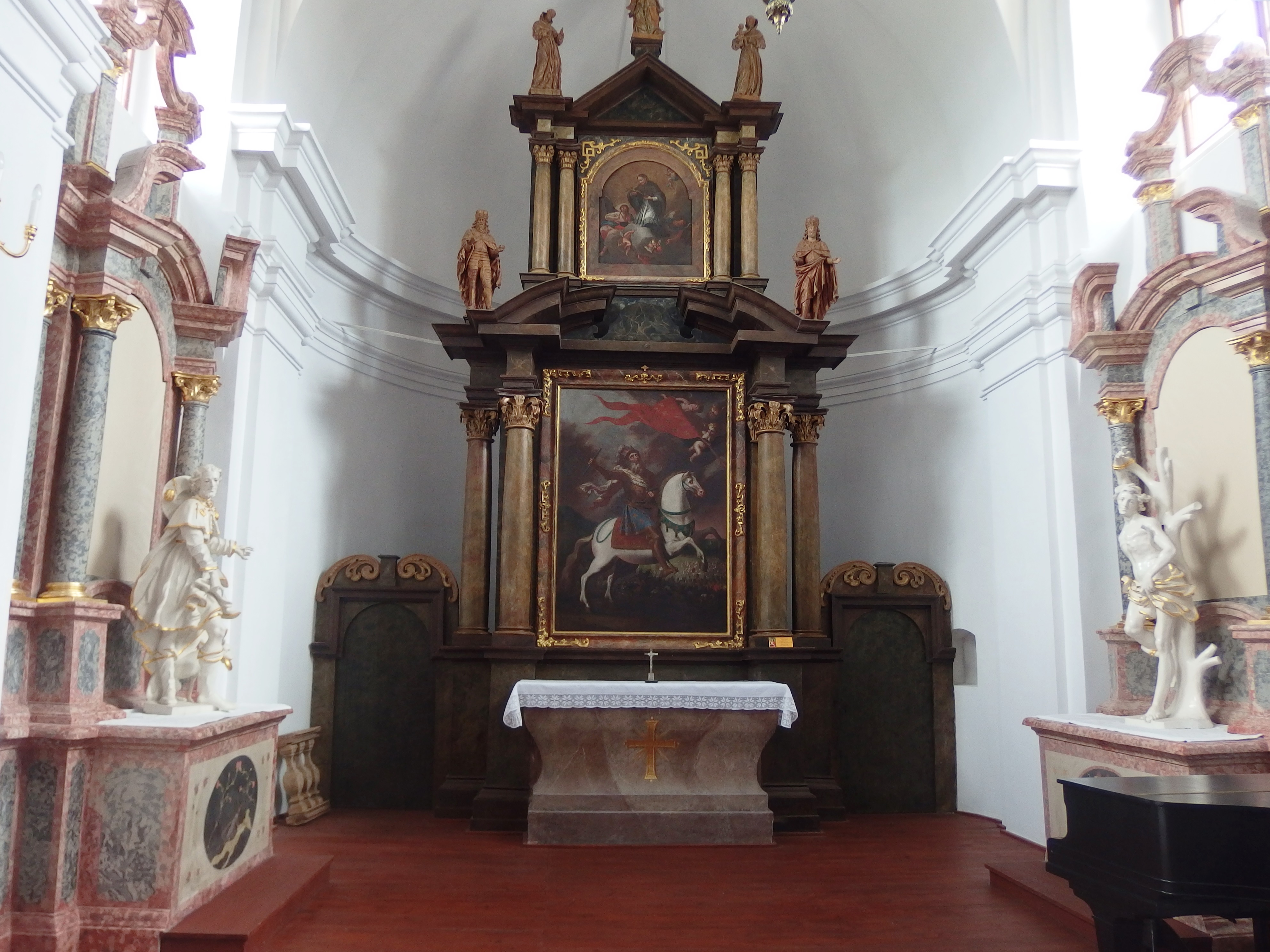
Interiér zámecké kaple